# معامل الارتباط في الإحصاء
مُعامل الارتباط هو مقياس عددي لبعض أنواع الارتباط ، ويعني وجود علاقة إحصائية بين متغيرين .  قد تكون المتغيرات عبارة عن عمودين من مجموعة بيانات معينة من الملاحظات أو القياسات، تسمى عينة ، أو مكونين من متغير عشوائي متعدد المتغيرات مع توزيع معروف.